# High Buston
High Buston – osada w Anglii, w hrabstwie Northumberland. Leży 44 km na północ od miasta Newcastle upon Tyne i 441 km na północ od Londynu.